# ديفيس روبرتس
ديفيس روبرتس (بالإنجليزية: Davis Roberts)‏ هو ممثل أمريكي، ولد في 7 مارس 1917 في الولايات المتحدة، وتوفي في 18 يوليو 1993 بشيكاغو في الولايات المتحدة.

## أعمال

### أفلام
- (1954) قصة جلين ميلر
- (1973) وست وورلد
- (1977) بذرة الشيطان

### مسلسلات
- دالاس
- ذا والتونز

## وصلات خارجية
- ديفيس روبرتس على موقع IMDb (الإنجليزية)
- ديفيس روبرتس على موقع ألو سيني (الفرنسية)
- ديفيس روبرتس على موقع أول موفي (الإنجليزية)
- ديفيس روبرتس على موقع قاعدة بيانات برودواي على الإنترنت (الإنجليزية)
- ديفيس روبرتس على موقع قاعدة بيانات الأفلام السويدية (السويدية)
- ديفيس روبرتس على موقع قاعدة بيانات الفيلم (الإنجليزية)
- ديفيس روبرتس على موقع كينوبويسك (الروسية)